# 陳暄 (明朝)
陳暄（1402年—？），字體日，福建興化府莆田縣人，民籍。明朝政治人物。進士出身。

## 生平
福建鄉試中举。正統十年（1445年）乙丑科會試第一百二十九名，殿試登進士第二甲第四十七名。天順五年（1461年），官廣東韶州府知府。

## 家族
曾祖父陳彥章。祖父陳善政。父亲陳聰德。